# المارينز 4: الهدف المؤثر
المارينز 4: الهدف المؤثر (بالإنجليزية: The Marine 4: Moving Target)‏ هو فلم أكشن أمريكي من بطولة المصارع ذا ميز والمصارعة سمر راي، وهو من إخراج وليام كوفمان، وهو الجزء الرابع من سلسلة أفلام المارينز والثاني الذي يظهر ذا ميز فيه، تم إطلاق الفلم للعرض في يوم 21 أبريل 2015 على الدي في دي.

## القصة
جيك كارتر، هو جندي سابق البحرية الأمريكية، ويعمل الآن في منظمة هاوثورن للأمن العالمي. جيك ورجال آخرين ينتظرون في المطار وصول المبلغين أوليفيا «ليف» تانيس. لتم تعيينهم من قبل وزارة العدل لحماية ليف حتى يأخذ حضانة الرسمي.

## وصلات خارجية
- المارينز 4: الهدف المؤثر على موقع IMDb (الإنجليزية)
- المارينز 4: الهدف المؤثر على موقع نتفليكس (الإنجليزية)
- المارينز 4: الهدف المؤثر على موقع ألو سيني (الفرنسية)
- المارينز 4: الهدف المؤثر على موقع قاعدة بيانات الفيلم (الإنجليزية)
- المارينز 4: الهدف المؤثر على موقع ليتربوكسد (الإنجليزية)
- المارينز 4: الهدف المؤثر على موقع كينوبويسك (الروسية)

- المارينز 4: الهدف المؤثر على قاعدة بيانات الأفلام على الإنترنت